# Acritelater
Acritelater là một chi bọ cánh cứng trong họ 
Elateridae.
Chi này được miêu tả khoa học năm 1984 bởi Calder.

## Các loài
Chi này có các loài:
- Acritelater reversa (Sharp, 1877)